# Бребоя Потік
Бребоя Потік — струмок  в Україні, у  Рахівському районі Закарпатської області, лівий доплив Білої Тиси (басейн Дунаю).

## Опис
Довжина струмка приблизно 5 км. Формується з багатьох безіменних струмків.  

## Розташування
Бере  початок на західних схилах гори Перехрест. Тече переважно на північний захід і у селі Бребоя впадає у річку Білу Тису, ліву притоки Тиси.